# Улица Галстяна
Улица Галстя́на — улица в Московском районе Санкт-Петербурга. Проходит от перекрестка улицы Костюшко и 5-го Предпортового проезда до площади Победы.

## История
Изначально имя героя Великой Отечественной войны генерал-майора Б. О. Галстяна носила магистраль, заложенная в южной части Ленинграда в 1955 году. Она начиналась у железнодорожной платформы «Проспект Героев» (сейчас «Ленинский проспект») и заканчивалась перекрестком с Московским проспектом у ансамбля 10-ти этажных домов № 191 и 193 (арх. С. Б. Сперанский) с выездом на Московскую площадь. В 1977 году эта магистраль наряду с проспектом Героев вошла в состав Ленинского проспекта. 18 апреля того же года имя Галстяна было присвоено безымянному проезду (в некоторых источниках упоминавшемуся как Авторемонтная улица, известному с начала 1970-х годов). В новом месте улица Галстяна первоначально проходила от Варшавской улицы до площади Победы. 23 ноября 2016 года в её состав включили участок улицы Костюшко от 5-го Предпортового проезда до Варшавской улицы.

## Здания и сооружения
В настоящее время по улице Галстяна значятся два адреса: 
- дом № 1 (находится на пересечении с Варшавской улицей) — жилой комплекс «Пулковский шпиль», построенный в 2002—2005 годах архитекторами М. Я. Бренером и В. Е. Жуковым по проекту 1997—1998 годов. Застройщиком являлось АОЗТ «Синкур».
- дом № 3 — спортивный клуб «Океаниум».

## Транспорт
- Метро: «Московская» (840 м)
- Автобусы: № 3, 11, 62, 90
- Платформа: Предпортовая (1800 м)

## Пересечения
С запада на восток:
- 1-й Предпортовый проезд (продолжает улицу)
- Варшавская улица
- площадь Победы